# Mathieu Babarit
Mathieu Babarit, né le 23 janvier 1977 aux Sables-d'Olonne, est un wave-skieur français. Il a été 5 fois champion du monde dans différentes catégories.

## Palmarès

### Champion du monde
- 1 titre en junior - Lacanau 1995
- 2 titres en newage (20-30 ans) - Brésil 2004 et Afrique du sud 2006
- 2 titres en open (toutes catégories) - Guadeloupe 2003 et Afrique du sud 2006

### Champion d'Europe
- 1 titre en junior - Bakio 1994
- 1 titre en open - Les Sables-d'Olonne 1998

### Champion de France
- 3 titres en junior
- 1 titre en senior
- 5 titres en open